# Estado nación

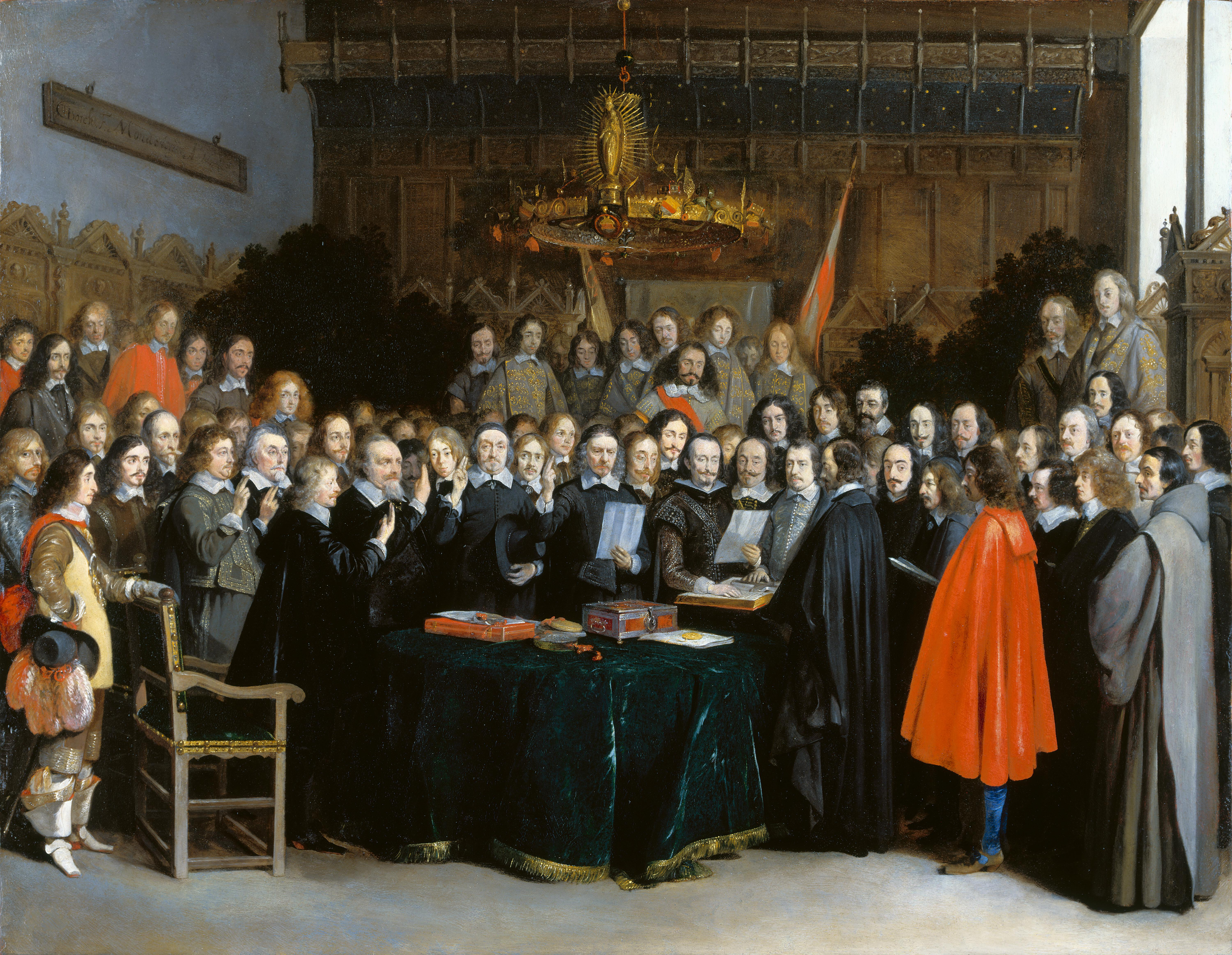
Pintura de La ratificación del Tratado de Münster, entre España y Holanda, uno de los tratados que condujeron a la Paz de Westfalia, en donde nació el concepto de «Estado nación». Obra de Gerard Terborch, 1648. Pintura albergada en el Rijksmuseum.

Un Estado nación es una forma de organización política que se caracteriza por tener un territorio claramente delimitado, una población relativamente constante y un gobierno. Si no cumple con estos requisitos no se considera Estado nación.
El Estado nación surge mediante el tratado de Westfalia, al final de la guerra de los Treinta Años (1648). Con este tratado se acababa con el antiguo orden feudal y se daba paso a organizaciones territoriales definidas en torno a un gobierno que reconocía sus límites y poder.
Una nación, a veces utilizada en el sentido de una etnia común, puede incluir una diáspora o refugiados que viven fuera del Estado-nación; algunas naciones en este sentido incluso no tienen un Estado en el que predomine esa etnia. En un sentido más general, un Estado-nación es simplemente un país o territorio administrativo grande y políticamente soberano. Un estado-nación puede contrastarse con:
- Un imperio, una unidad política formada por varios territorios y pueblos, típicamente establecida a través de la conquista y marcada por un centro dominante y periferias subordinadas.
- Un estado multinacional, donde no domina ningún grupo étnico o cultural (un estado de este tipo también puede considerarse un estado multicultural dependiendo del grado de asimilación cultural de varios grupos).
- Una ciudad-estado, que es a la vez más pequeña que una "nación" en el sentido de un "gran país soberano" y que puede o no estar dominada por toda o parte de una única "nación" en el sentido de una etnia o cultura común.[2][3][4]
- Una confederación, una liga de estados soberanos, que puede o no incluir estados-nación.
- Un estado federado, que puede ser o no un estado-nación y que sólo se autogobierna parcialmente dentro de una federación más amplia (por ejemplo, las fronteras estatales de Bosnia y Herzegovina están trazadas según líneas étnicas, pero las de Estados Unidos no lo están).

Este artículo aborda principalmente la definición más específica de Estado-nación como un país típicamente soberano dominado por una etnia concreta.

## Complejidad
La relación entre una nación (en el sentido étnico) y un Estado puede ser compleja. La presencia de un Estado puede fomentar la etnogénesis, y un grupo con una identidad étnica preexistente puede influir en el trazado de las fronteras territoriales o defender la legitimidad política. Esta definición de "Estado-nación" no goza de aceptación universal. "Todos los intentos de desarrollar un consenso terminológico en torno a 'nación' fracasaron", concluye el académico Valery Tishkov. Walker Connor discute las impresiones en torno a los caracteres de "nación", "Estado (soberano)", "Estado-nación" y "nacionalismo". Connor, que dio amplia difusión al término "etnonacionalismo", también analiza la tendencia a confundir nación y Estado y el tratamiento de todos los Estados como si fueran Estados-nación.

## Desarrollo del concepto del Estado nacional
El proceso de construcción histórica del Estado moderno no consistió solamente en un desplazamiento de otras instituciones, sino su completa renovación, su predominio con las nuevas autoridades de la nación, creando un orden social nuevo (liberal, burgués y capitalista) al eliminarse las otras formas estamentales de origen feudal del Antiguo Régimen mediante un triple proceso revolucionario Revolución liberal, Revolución burguesa y Revolución industrial.
Sin embargo, el proceso distó de ser una revolución instantánea, pues a pesar de que se produjeron periódicamente estallidos revolucionarios (Revuelta de Flandes, Revolución inglesa, Revolución estadounidense, Revolución francesa, Revolución de 1820, Revolución de 1830, Revolución de 1848), como proceso de larga duración, lo que tuvo lugar fue una evolución y transformación lenta de las monarquías feudales. Primero se transformaron en monarquías autoritarias y luego en monarquías absolutas, que durante el Antiguo Régimen fueron conformando la personalidad de naciones y Estados con base en alianzas territoriales y sociales cambiantes de la monarquía; tanto de unas monarquías con otras como de cada monarquía en su interior: en lo social con la ascendente burguesía y con los estamentos privilegiados, y en lo espacial con el mantenimiento o vulneración de los privilegios territoriales y locales (fueros).
El racionalismo creó la idea del «ciudadano», el individuo que reconoce al Estado como su ámbito legal. Creó un sistema de derecho uniforme en todo el territorio y la idea de         «igualdad legal».
Las distintas escuelas de ciencia política definen de diversas maneras el concepto del Estado nación. Sin embargo, en la mayoría de los casos se reconoce que las naciones, grupos humanos identificados por características culturales, tienden a formar Estados con base en esas similitudes. Cabe anotar que bajo esta misma óptica la nación es un agrupamiento humano delimitado por las similitudes culturales (lengua, religión). Un Estado puede albergar a varias naciones en su espacio territorial y una nación puede estar dispersa a través de varios Estados.
Si bien el Estado nación se comenzó a formar cerca del año 1648 (Tratado de Westfalia), las instituciones políticas de esta entidad tienen un desarrollo que se puede rastrear hasta una maduración en 1789 (Revolución francesa). Los modelos de agrupación en torno a una autoridad central siguen dos visiones contrapuestas, pesimista y optimista, acerca del hombre en estado de naturaleza, marcadas por los trabajos filosófico-políticos de Hobbes y Rousseau, sin excluir otras tradiciones del pensamiento político: el concepto platónico de República o la Política de Aristóteles, y el funcionamiento y las políticas de la democracia ateniense y la República romana en la Edad Antigua; los debates de la Edad Media entre los poderes universales y el intento fallido del conciliarismo (concilio de Constanza de 1413, concilio de Florencia o concilio de Basilea de 1431); o en la Edad Moderna el establecimiento del ius gentium, los justos títulos y el tiranicidio por los españoles de la Escuela de Salamanca -Bartolomé de las Casas, padre Mariana- o el holandés Grotius, el humanismo de Nicolás de Cusa, el racionalismo de Leibniz o el empirismo de Locke; todos ellos refundidos y retomados por la Ilustración europea (primero Montesquieu y luego los enciclopedistas), así como la percepción de ejemplos de algunas experiencias políticas indígenas americanas -las comunidades precolombinas en las Antillas, el mito de El Dorado, el imperio incaico del Tahuantinsuyo o la confederación iroquesa- que, vistas desde la perspectiva eurocéntrica, conformaron la idea del buen salvaje y el utopismo. La primera plasmación política textual de este proceso intelectual fueron los textos de la Revolución estadounidense: la Declaración de Independencia de los Estados Unidos (4 de julio de 1776) y la Constitución de 1787.

Nosotros, el Pueblo de los Estados Unidos, a fin de formar una Unión más perfecta, establecer Justicia, afirmar la tranquilidad interior, proveer la Defensa común, promover el bienestar general y asegurar para nosotros mismos y para nuestros descendientes los beneficios de la Libertad, estatuimos y sancionamos esta CONSTITUCIÓN para los Estados Unidos de América.

Esta idea del Estado implicaba su surgimiento ante la necesidad de armonizar los intereses del individuo y la comunidad de obtener al tiempo seguridad y libertad; y para garantizar el derecho de propiedad, como un desarrollo natural de la cooperación entre los individuos en su egoísta búsqueda de la felicidad a través del propio interés (teoría de la mano invisible de Adam Smith).
El desarrollo del concepto había generado, a partir del siglo XVII, los primeros mapas europeos de naciones-Estado, donde las fronteras se pretendían establecer firmemente para garantizar la paz, al menos en principio, puesto que la estabilidad de las fronteras nunca se consiguió. A la par de este desarrollo de concepto se busca justificar la existencia de un Estado nación natural, delimitado por fronteras naturales en contraposición con la idea de la nación como producto de las similitudes culturales. Este tipo de concepción territorial del Estado llevará a la conformación de Estados imperiales, más que nacionales, donde se agrupan varias comunidades nacionales bajo una misma autoridad estatal centralizada, que entran en conflictos debido a sus profundas diferencias culturales, acendradas en tiempos de depresión económica.
Las naciones divididas o dispersas en distintos Estados también generaban conflictos de muy difícil solución (caso del pueblo  kurdo o el gitano). En otros casos las comunidades de una misma nación eliminan las fronteras, de manera que hay libre tránsito a través de fronteras, como es el caso de los indígenas del norte de México y el sur de los Estados Unidos.[cita requerida]
Debido a factores como fronteras cerradas, grupos nacionales muy pequeños y procesos históricos complejos, resulta poco práctico (según la perspectiva política, económica y social de los Estados modernos) reintegrar la soberanía o permitir el surgimiento de naciones alternativas de tamaño menor que las que conforman a los Estados modernos. La identificación del Estado nacional con el mercado nacional, de un tamaño suficiente para permitir a la burguesía el desarrollo del mercado capitalista, se potencia en el periodo de desarrollo de la Revolución industrial (siglo XIX), simultáneo al periodo conocido como nacionalismo, en el que se inician los movimientos nacionalistas contemporáneos. 
Esta tendencia a la adecuación entre el tamaño del mercado y el tamaño del Estado se complementó con los imperios coloniales en la denominada época del imperialismo (1870-1914), proceso que fue identificado y analizado en aquel momento por Hobson y Lenin. La Primera Guerra Mundial, que disolvió los grandes imperios (II Imperio Alemán, Imperio austrohúngaro, Imperio otomano e Imperio ruso), terminó, por un lado, con el intento de construcción de un Estado socialista (la Unión Soviética) y, por otro, con el intento de aplicación al resto de Europa de los catorce puntos de Wilson, que, matizados por las potencias vencedoras en los tratados de paz (Tratado de Versalles), condujeron a una política de plebiscitos en que las poblaciones deberían elegir el Estado en que querían vivir (por ejemplo, el de Sarre), lo que en la Europa Oriental no garantizó unas fronteras seguras ni una estabilidad que pudiera evitar la explotación de un extendido sentimiento de victimismo nacionalista por los fascismos y el estallido de una nueva guerra (la Segunda Guerra Mundial), tras la cual se optó por traslados forzosos y masivos de las poblaciones y una política de bloques.
El término Estado nacional, que suele utilizarse indistintamente junto al término Estado, se refiere más propiamente a un Estado identificado con una sola nación. Tras el proceso de descolonización de mediados del siglo XX, esta forma de Estado ha llegado a ser la más común, de modo que la inmensa mayoría de los Estados se consideran Estados nacionales. Sin embargo, nunca a lo largo de la historia ha habido una identidad indiscutida entre ambos términos (Estado y nación) y siempre ha habido objeciones sobre la identificación con una sola nación de cualquiera de los Estados existentes, tanto de los que se consideran ejemplos de Estado nacional desde finales de la Edad Media (Francia, ejemplo de centralismo y de nación construida con los mecanismos unificadores de la sociedad por el Estado) como de los surgidos de movimientos unificadores románticos (Unificación de Alemania y Unificación de Italia). Esto hace aún más difícil la pregunta sobre qué es una nación. Hay muchos Estados, como Bélgica y Suiza, con múltiples idiomas, religiones o grupos étnicos dentro de ellos, sin que ninguno sea claramente dominante. A menudo (y especialmente en el caso de Suiza y los Estados Unidos) se ha construido una identidad nacional desafiando esas diferencias. Un mejor ejemplo de Estado plurinacional sería el Reino Unido, constituido por cuatro naciones: Inglaterra, Escocia, Irlanda del Norte y Gales, lo que no implica que predomine la conciencia nacional sobre el concepto de lo british (para algunos lo más próximo a una nación británica).

### Estado de las autonomías
El concepto de Estado de las autonomías surgido de la vigente Constitución Española de 1978 (que se fundamenta en la indisoluble unidad de la Nación española, patria común e indivisible de todos los españoles y reconoce y garantiza el derecho a la autonomía de las nacionalidades y regiones que la integran y la solidaridad entre todas ellas —artículo 2—) es interpretado de forma distinta por cada fuerza política española, desde posturas centralistas hasta otras que entienden a España como una Nación de naciones, desde un denominado patriotismo constitucional a un nacionalismo español más tradicional, y desde las reivindicaciones independentistas entre los nacionalismos periféricos, a las de los que a veces se denominan regionalistas y a veces nacionalistas moderados.

## Estado nación y globalización
La descolonización y la creación de entidades supranacionales caracterizaron la segunda mitad del siglo XX y significaron un cuestionamiento de la utilidad de la escala nacional o imperial-colonial que había marcado al siglo XIX y la primera mitad del XX. Tal cuestionamiento se ejemplificó especialmente en la Comunidad Europea del Carbón y del Acero (predecesora de la actual Unión Europea), tomado como modelo de integración por otras organizaciones internacionales de ámbito económico (Pacto Andino, ASEAN, MERCOSUR, NAFTA), y en menor medida por alianzas militares (OTAN y Pacto de Varsovia) durante la guerra fría, o por la cúspide de las relaciones internacionales que es la ONU y sus agencias.
Un cambio de tendencia supuso la caída del muro de Berlín y la desaparición del bloque comunista y de la Unión Soviética (1989-1991), que representó la transición al capitalismo de los países de su entorno, así como la que por su propia cuenta venía realizando China, que los había precedido (políticas denominadas un país, dos sistemas y cuatro modernizaciones). Se habló de una renacionalización de las relaciones internacionales, en un contexto mucho más violento de las relaciones internacionales, lejos del pronosticado Fin de la Historia (Francis Fukuyama) y más cercano al llamado choque de civilizaciones (Samuel Phillips Huntington), evidenciado por el islamismo radical. Aparecieron varios Estados nuevos en Europa, el Cáucaso y Asia Central por descomposición de la Unión Soviética, Yugoslavia y Checoslovaquia; en África por las independencias de Eritrea frente a Etiopía y de Sudán del Sur frente a Sudán; y en la zona insular entre el océano Índico y el Pacífico por la de Timor Oriental (excolonia portuguesa previamente anexionada por Indonesia).
La globalización, además de permitir nuevas redes sociales ajenas a los poderes estatales (lo que se ha denominado el quinto poder), da mayor poder a las instituciones económicas (Fondo Monetario Internacional, Banco Mundial) y a los agentes económicos (especialmente a las grandes multinacionales) que a las instituciones políticas tradicionales, incluidos los Estados, sobre todo con la tendencia de estos a un menor tamaño (por los procesos de independencia) y poder (por los procesos de cesión de soberanía a las instituciones supranacionales y a las entidades regionales dentro de sus propias fronteras, lo que se ha denominado el sexto poder.